# Powhatan
Powhatan er betegnelsen for flere indianerstammer i et område i det østlige Virginia. I nogle sammenhænge betegnes en af lederne af disse stammer også som Powhatan. Powhatanere omtales også som Virginia Algonquians.
Det er anslået, at der var omkring 14.000–21.000 powhatanere i det områder, der i dag udgør det østlige Virginia, da briterne koloniserede Jamestown i 1607.
Den indfødte amerikaner Pocahontas, der bl.a. blev kendt grundet Disneys film af samme navn var powhatan.